# Петар Хекторовић
Петар Хекторовић (Хвар, 1487. — Хвар, 13. март 1572) био је градитељ и далматински ренесансни песник и ерудита.

## Биографија
Имао је музичко и градитељско знање, па је оставио више нотних записа бугарштица и лирских песама које су му певали хварски рибари, како кажу - српским начином. Он је први и као такав најстарији песник, који је неке народне песме забележио и у своје дело уградио и прилагодио. Чувени летњиковац Тврдаљ у Староме Граду, данас јединствени споменик културе, сам је и пројектовао и градио, по начелу потпуне функционалности сваке и најмање архитектонске појединости.
Његово Рибање и рибарско приговарање (Млетци, 1568), врсно је песничко дело, рибарска еклога, путопис, документарна репортажа, рефлексивнодидактични спев, а  уједно и песничка посланица пријатељу Јерониму Бартучевићу, све то у исти мах - оно је и дело које упућује на историјску и нераскидиву свезу између хрватског(?) усменог и уметног песничког стварања. Две бугарштице и две фолклорне песме, што их је Хекторовић унео у своје дело, потврђују да су та два стваралачка тока увелико изворна и јединствена.
У једном је својем запису оставио сведочење о сеобама Хрвата на италијанске обале, Хрвата чији су потомци данашњи Хрвати из Молизеа.
Хекторовић је значајан и по томе што је у своје дело - рибарску идилу - "Рибање..." унео две српске народне песме - бугарштице. У једној се наводи свађа Марка Краљевића са братом Андријом, а друга помиње Радослава Сиверинца, којег убија Влатко војвода Удински. Преводио је Овидијеве стихове које је објавио под насловом: "Књига Овидијевих од лика љубљенога". И што је било неуобичајено, дружио се са обичним људима - "пуком" - сељацима и рибарима, међу којима је скупљао усмено народно благо. Био је савременик али и идејни противник омрзнутог суграђанина властелина Ханибала Луцића, који је због разврата и окрутности, морао да бежи пред гневом народним.
Филолог Франц Миклошић је сматрао да су народне песме које даје Хекторовић - хрватске. Међутим Ватрослав Јагић (1875) држи да су ове песме подједнако и српске и хрватске. Док се Валтазар Богишић (1878) приклања Јагићу, додајући притом: Али може се мислити по неким знацима опаженим у бугарштицама, да су оне својина само српског народа. Зато што: 1. Петар Хекторовић спомиње српски начин код певања бугарштица. 2. Што у овим песмама има речи које католици не употребљавају. 3. Што је сва садржина српска.